# Quero ser tua
«Quero ser tua» (укр. Хочу бути твоєю) — пісня у виконанні португальської співачки Суза Герри, з якою вона представила Португалію на конкурсі пісні «Євробачення-2014». 

## Відбір
Пісня обрана 15 березня 2014 на національному відборі Португалії на «Євробачення», що дозволило Сузанна представити свою країну на міжнародному конкурсі пісні «Євробачення 2014», який пройшов у Копенгагені, Данія. 

## Трек-лист
| Digital download — iTunes | Digital download — iTunes | Digital download — iTunes |
| #                         | Назва                     | Тривалість                |
| ------------------------- | ------------------------- | ------------------------- |
| 1.                        | «Quero ser tua»           | 3:01                      |